# El Rocktagono
El Rocktagono es un sitio web mexicano especializado en artes marciales mixtas (MMA) y el rock.

## Historia
El Rocktagono fue creado en 2013 con el objetivo de ofrecer noticias tanto del deporte como la música. El nombre del sitio es una combinación del tipo de música al que está ambientada (el rock) y a la figura plana utilizada por muchas promotoras de MMA, como el octágono.
En cuanto a lo deportivo, el sitio web ofrece noticias de promociones como LUX Fight League, Ultimate Fighting Championship (UFC), ONE Championship, Cage Warriors, Combate Global, etc.